# Leptogenys letilae
Leptogenys letilae är en myrart som beskrevs av Mann 1921. Leptogenys letilae ingår i släktet Leptogenys och familjen myror. Inga underarter finns listade i Catalogue of Life.